# Briana Loves Jenna
Briana Loves Jenna és una pel·lícula pornogràfica estrenada el 2001 protagonitzada per Briana Banks i Jenna Jameson, escrita i dirigida per Jay Grdina sota el pseudònim Justin Sterling. La pel·lícula, distribuïda per Vivid, va ser la primera pel·lícula produïda per Club Jenna. Va aconseguir un gran èxit, guanyant fins i tot dos premis AVN el 2002: el de la pel·lícula X més lloada i més venuda de l'any 2002.
El cost de la pel·lícula es va elevar a més d'un quart de milió de dòlars i va aconseguir més d'un milió de dòlars en el seu primer any d'explotació. Va marcar la tornada de Jameson en la pornografia, després d'una pausa de diversos anys, i va ser presentat com "Jenna. Her first boy/girl scene in over 2 years." ("Jenna. La seva primera escena home/dona des de fa més de dos anys."). En aquesta pel·lícula i els que van seguir, Jameson no va tenir cap escena heterosexual amb altres actors que Grdina, que va esdevenir el seu marit llavors.